# Isocradactis magna
Isocradactis magna är en havsanemonart som först beskrevs av Ronald Lewis Stuckey 1909.  Isocradactis magna ingår i släktet Isocradactis och familjen Actiniidae. Inga underarter finns listade i Catalogue of Life.

## Bildgalleri

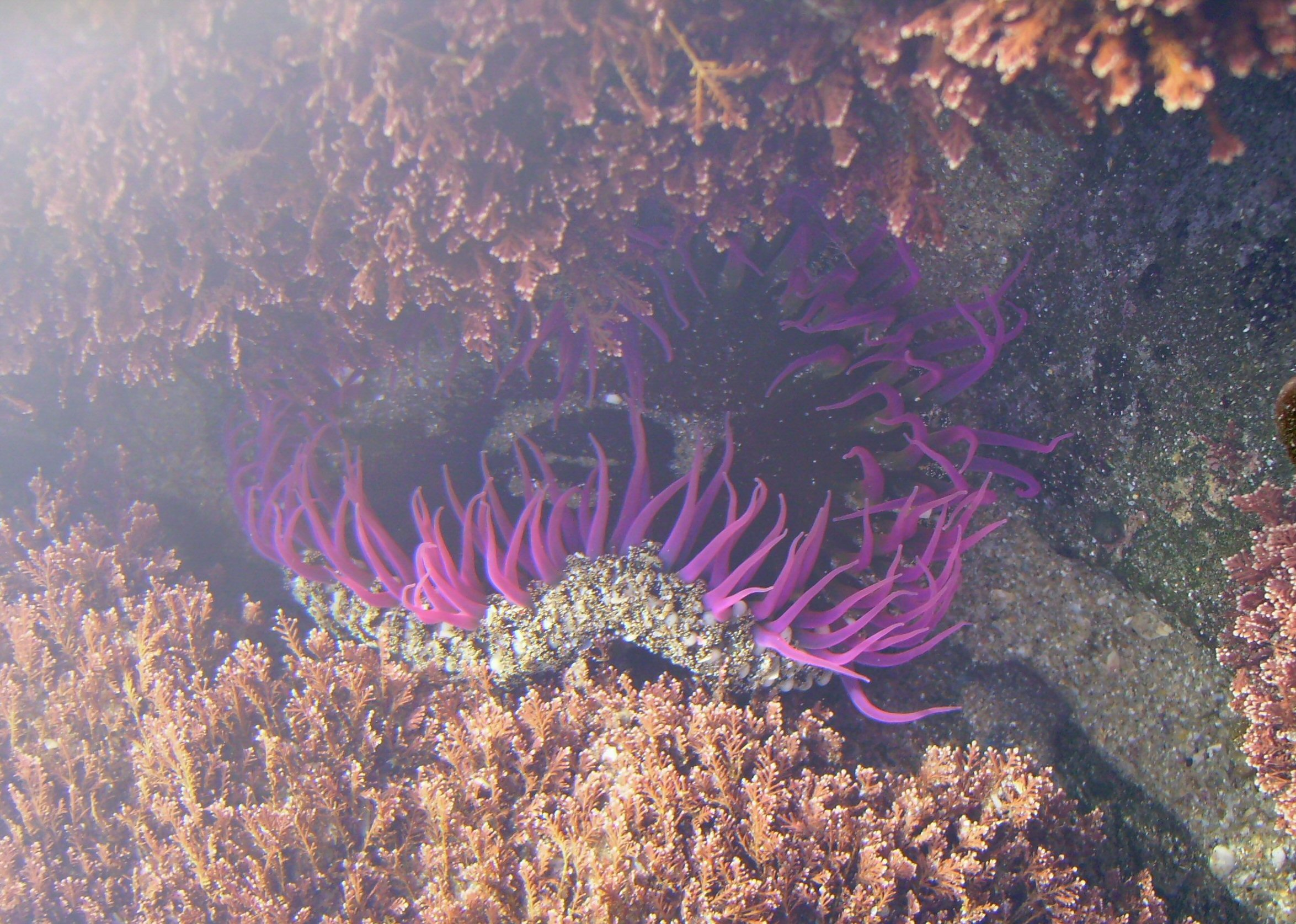
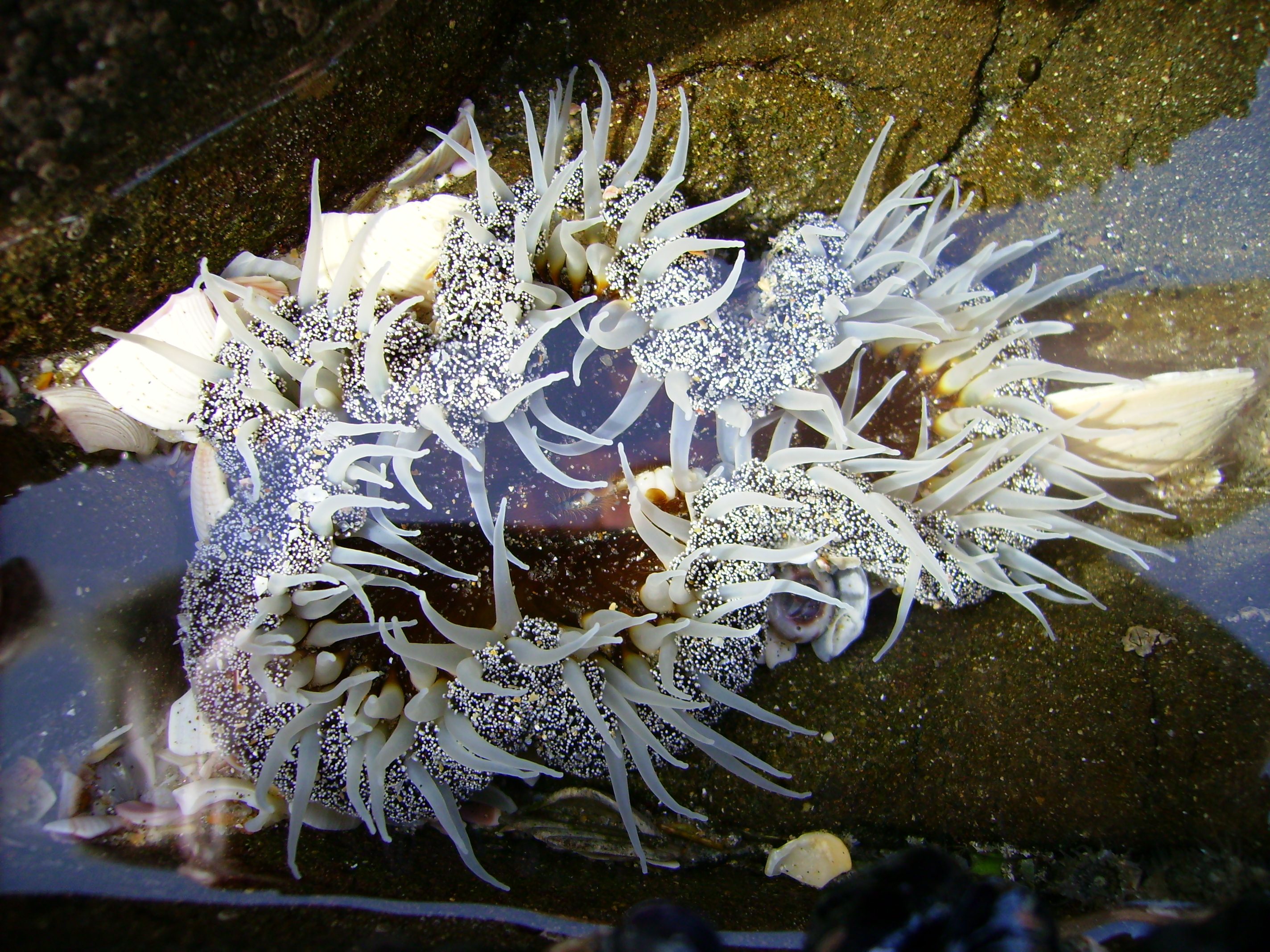
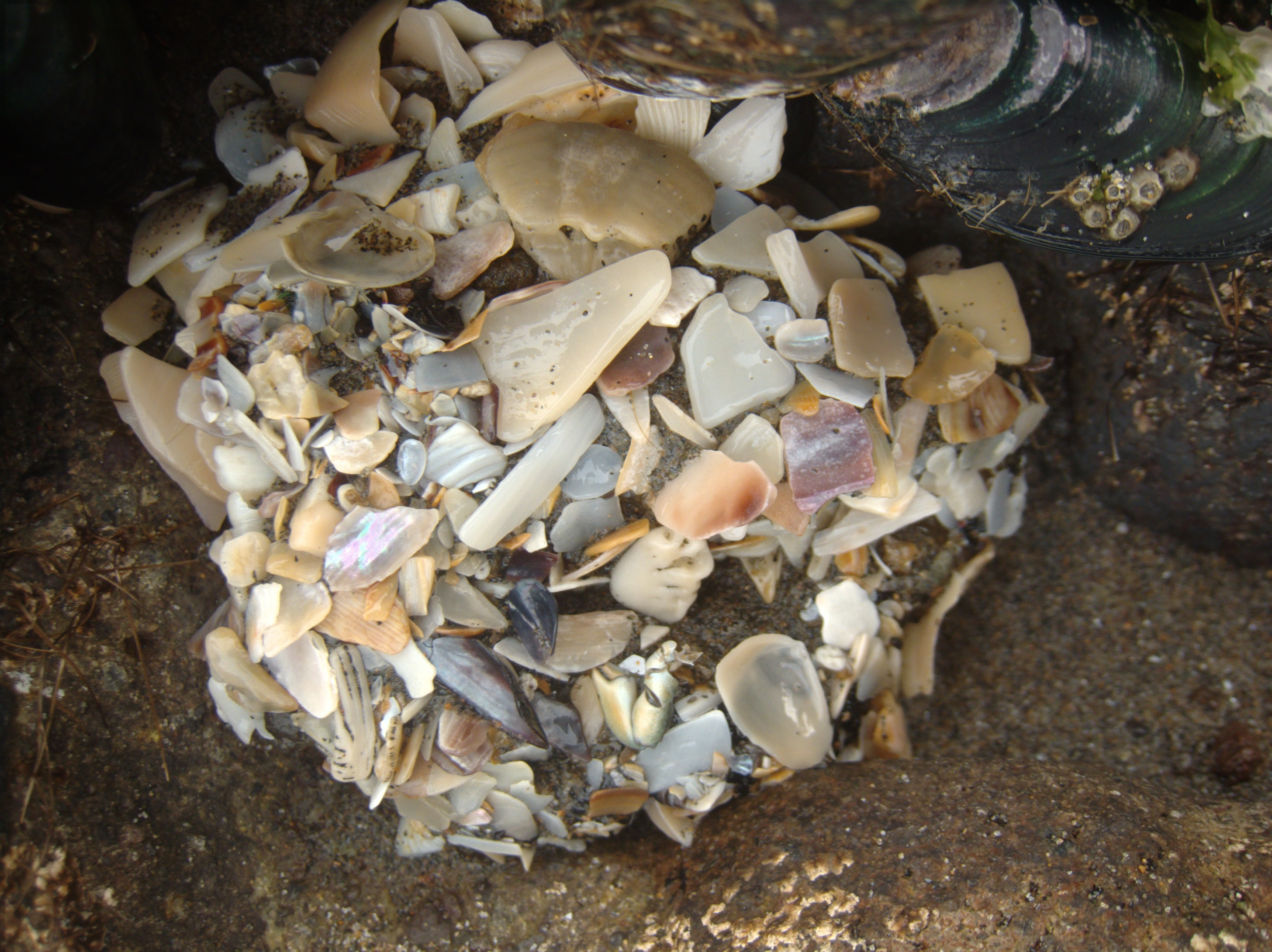
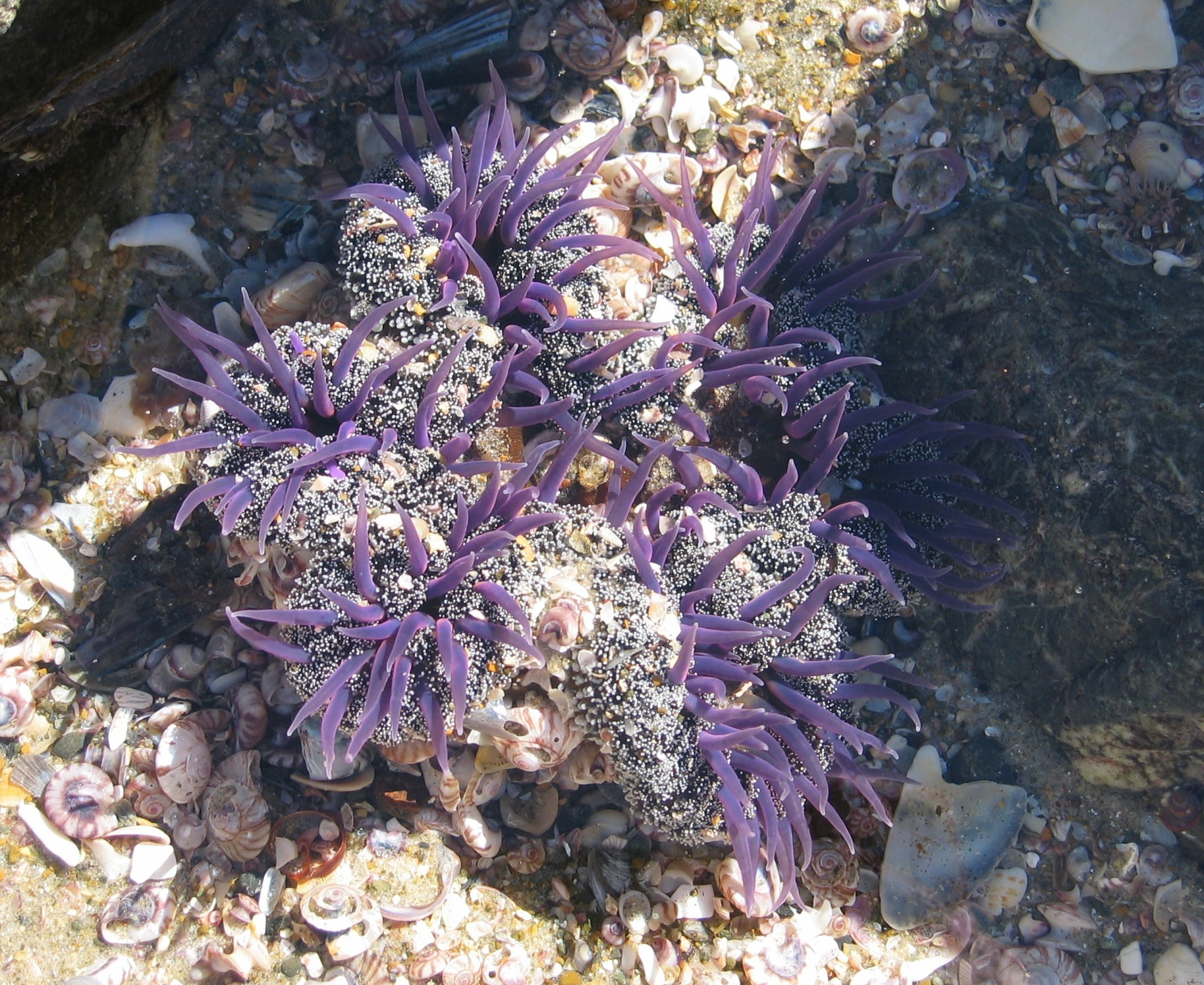